# Bahtiyar, Mihalıçcık
Bahtiyar là một xã thuộc huyện Mihalıçcık, tỉnh Eskişehir, Thổ Nhĩ Kỳ. Dân số thời điểm năm 2011 là 73 người.